# Serbewel-Sultanat
Das Serbewel-Sultanat (oder auch Sultanat Serbewel) war ein dem Französischen Kolonialreich untergeordnetes Herrschaftsgebiet im äußersten Norden des heutigen Kameruns, welches von der Eroberung der Region durch die Franzosen (etwa 1915) bis 1953 bestand.
Nachdem sich im Ersten Weltkrieg der schua-arabische Scheich Jaggara als erster unter den einheimischen Herrschern der Region den französischen Truppen angeschlossen hatte, wurde er später mit der Ernennung zum Sultan in einem vom französischen Kolonialadministrator Émile Gentil neu erschaffenen Sultanat belohnt. Das Sultanat umfasste mehrere ehemalige, stadtstaatenähnliche Herrschaftsgebiete von Sultanen der Kotoko in der Umgebung des Flusses Serbewel, einem Arm des Logone im Delta südlich des Tschadsees, Goulfey, Makari, Wulki, Bodo und Afade. Aus heutiger Sicht erstreckte es sich über den Département Logone-et-Chari, ausgenommen die südlichen Kommunen Kousséri, Logone-Birni, Waza und Zina. Zudem wurden Dörfer der Kanuri sowie die kriegerischen arabischen Stämme der Hemmadiye, Salamat, Ghawalme und Banu Seit ins Sultanat eingegliedert. Die neue Hauptstadt wurde Goulfey.
Die Einsetzung eines arabischen Herrschers im Gebiet der traditionellen Fürstentümer der Kotoko führte zu ernsthaften Spannungen zwischen den Volksgruppen der Schua-Araber und den Kotoko. Örtlich begrenzte Kämpfe zwischen Aufständischen und den Truppen des Sultanats nahmen zu, bis schließlich die entmachteten Kotoko-Herrscher von Makari und Afade Armeen aufstellten und gemeinsam gegen die Hauptstadt des Serbewel-Sultanats, Goulfey zogen. Bei den folgenden Kämpfen kamen auch wichtige Offizielle des Sultanats zu Tode. Jaggara gelang es, zu entkommen, jedoch war er seiner Machtgrundlage beraubt und daher für die Franzosen nutzlos.
Die von den Franzosen gestartete Strafexpedition richtete sich seltsamerweise nicht gegen die Aufständischen, sondern gegen Schuwa-Araber. Scheichs und Stammesälteste der Hemmadiye, Salamat, Ghawalme und Banu Seit wurden in Maroua inhaftiert.
1953 wurde eine neue Organisation der Region initiiert und es entstanden fünf neue Kantone nach dem Vorbild der traditionellen Sultanate der Kotoko, welche man zu Serbewel hinzugefügt hatte: Makari, Goulfey, Afade, Wulki und Bodo.